# 小行星3725
小行星3725（英語：3725 Valsecchi）是一颗围绕太阳公转的小行星。1981年3月1日，舒爾特·巴斯在赛丁泉山发现了此天体。
这颗小行星的绝对星等为16.79588433935425等。